# Mike McCarthy
Michael John McCarthy (Pittsburgh, 10 novembre 1963) è un ex giocatore di football americano e allenatore di football americano statunitense nella National Football League (NFL). Al college giocò a football alla Baker University.

## Carriera professionistica come allenatore
Nel 1993 iniziò la sua carriera NFL con i Kansas City Chiefs come assistente della qualità e controllo dell'attacco. Nel 1995 passò come allenatore dei quarterback.
Nel 1999 passò ai Green Bay Packers con lo stesso ruolo.
Nel 2000 passò ai New Orleans Saints come coordinatore dell'attacco.
Nel 2005 passò ai San Francisco 49ers con lo stesso ruolo.
Nel 2006 ritornò ai Green Bay Packers come capo allenatore, concludendo la sua prima stagione con 8 vittorie e 8 sconfitte. Nel 2007 vinse per la prima volta la Division North della NFC con 13 vittorie e 3 sconfitte, venne eliminato al NFC Championship Game contro i New York Giants. nel 2009 con 10 vittorie e 6 sconfitte, venne eliminato al Wild Card Game dagli Arizona Cardinals.
Nel 2010 chiuse con 10 vittorie e 6 sconfitte, vinse il Super Bowl contro i Pittsburgh Steelers. Nel 2011 vinse per la 2a volta la Division North NFC con il record di 15 vittorie e una sconfitta, poi venne eliminato ai Divisional Game dai New York Giants.
Nel 2012 ottenne ancora il primo posto nella Division North NFC con 11 vittorie e 5 sconfitte, venne eliminato al Divisional Game dai San Francisco 49ers. Nel 2013 chiuse con 8 vittorie, 7 sconfitte e un pareggio, venne eliminato al Wild Card Game dai San Francisco 49ers. Il 3 dicembre 2018, dopo una sconfitta per 20-17 contro gli Arizona Cardinals, la squadra col peggiore record della lega, McCarthy fu licenziato dai Packers.
Il 6 gennaio 2020 venne assunto come capo-allenatore dai Dallas Cowboys dove rimase fino al 2024.

## Record come capo-allenatore
| Squadra  | Anno     | Stagione regolare | Stagione regolare | Stagione regolare | Stagione regolare | Stagione regolare | Playoff | Playoff | Playoff                                                     |
| Squadra  | Anno     | Vinte             | Perse             | Pari              | %                 | Posizione         | Vinte   | Perse   | Risultato                                                   |
| -------- | -------- | ----------------- | ----------------- | ----------------- | ----------------- | ----------------- | ------- | ------- | ----------------------------------------------------------- |
| GB       | 2006     | 8                 | 8                 | 0                 | .500              | 2° NFC North      | -       | -       | -                                                           |
| GB       | 2007     | 13                | 3                 | 0                 | .813              | 1° NFC North      | 1       | 1       | Uscito al NFC Championship Game contro i New York Giants    |
| GB       | 2008     | 6                 | 10                | 0                 | .375              | 3° NFC North      | -       | -       | -                                                           |
| GB       | 2009     | 11                | 5                 | 0                 | .688              | 2° NFC North      | 0       | 1       | Uscito al NFC Wild Card Game contro gli Arizona Cardinals   |
| GB       | 2010     | 10                | 6                 | 0                 | .625              | 2° NFC North      | 4       | 0       | Vinse il Super Bowl contro i Pittsburgh Steelers            |
| GB       | 2011     | 15                | 1                 | 0                 | .938              | 1° NFC North      | 0       | 1       | Uscito al NFC Divisional Game contro i New York Giants      |
| GB       | 2012     | 11                | 5                 | 0                 | .688              | 1° NFC North      | 1       | 1       | Uscito al NFC Divisional Game contro i San Francisco 49ers  |
| GB       | 2013     | 8                 | 7                 | 1                 | .531              | 1° NFC North      | 0       | 1       | Uscito al NFC Wild Card Game contro i San Francisco 49ers   |
| GB       | 2014     | 12                | 4                 | 0                 | .750              | 1° NFC North      | 1       | 1       | Uscito nel NFC Championship Game contro i Seattle Seahawks  |
| GB       | 2015     | 10                | 6                 | 0                 | .625              | 2° NFC North      | 1       | 1       | Uscito al NFC Divisional Game contro gli Arizona Cardinals  |
| GB       | 2016     | 10                | 6                 | 0                 | .625              | 1° NFC North      | 2       | 1       | Uscito nel NFC Championship Game contro gli Atlanta Falcons |
| GB       | 2017     | 7                 | 9                 | 0                 | .438              | 3° NFC North      | -       | -       | -                                                           |
| GB       | 2018     | 4                 | 7                 | 1                 | .375              | Esonerato         | -       | -       | -                                                           |
| GB Tot.  | GB Tot.  | 125               | 77                | 2                 | .618              |                   | 10      | 8       |                                                             |
| DAL      | 2020     | 6                 | 10                | 0                 | .375              | 3° NFC East       | -       | -       | -                                                           |
| DAL      | 2021     | 12                | 5                 | 0                 | .706              | 1° NFC East       | 0       | 1       | Uscito al NFC Wild Card Game contro i San Francisco 49ers   |
| DAL      | 2022     | 12                | 5                 | 0                 | .706              | 2° NFC East       | 1       | 1       | Uscito al NFC Divisional Game contro i San Francisco 49ers  |
| DAL      | 2023     | 12                | 5                 | 0                 | .706              | 1° NFC East       | 0       | 1       | Uscito al NFC Wild Card Game contro i Green Bay Packers     |
| DAL      | 2024     | 7                 | 10                | 0                 | .412              | 3° NFC East       | -       | -       | -                                                           |
| DAL Tot. | DAL Tot. | 49                | 35                | 0                 | .583              |                   | 1       | 3       |                                                             |
| Totale   | Totale   | 174               | 112               | 2                 | .608              |                   | 11      | 11      |                                                             |

## Palmarès

### Franchigia
- Super Bowl : 1

Super Bowl XLV
- National Football Conference Championship: 1

2010
- NFC North Division: 6

2007, 2011, 2012, 2013, 2014, 2016
- NFC East Division: 2

2021, 2023